# Масьяф
Масьяф (араб. مصياف) — місто в Сирії, у мухафазі Хама, відоме великою середньовічною фортецею.

## Історія
Масьяф був заснований візантійцями в долині Оронта, на перетині торгових шляхів Хама — Баніяс та Антіохія-Хомс.
1103 року Масьяф захоплюється Раймундом IV, графом Тулузи та Триполі.
Близько 1140 року асасини-нізарити купують Масьяф і ще кілька сусідніх фортець у хрестоносців. Масьяф стає головною фортецею асасинів у Сирії.
1157 року в регіоні відбувається сильний землетрус, що зруйнував сусідню фортецю Шайзар (Shaizar).
1163 року главою («старцем гори») асасинів Масьяфа стає Рашид ад-Дін Сінан.
1176 року Масьяф безуспішно брався в облогу Саладіном.
У вересні 1193 року помирає Рашид ад-Дін Сінан, «старець гори» Масьяфа і один із найбільш значущих лідерів асасинів-нізаритів.
1256 року столиця асасинів, Аламут взята монголами, а 1260 та ж доля спіткала й Масьяф. Того ж року мамлюки (за участю асасинів на їх боці) під проводом султана Бейбарса I розгромили монголів у битві при Айн-Джалуті та вигнали їх із Сирії. Асасинам вдалося повернути Масьяф, а також ще кілька фортець.
1270 року Бейбарс включає Масьяф до складу держави Мамлюків. Остання фортеця нізаритів, Аль-Каф, стає частиною мамлюкського султанату 1273 року.
1516 року Масьяф захоплений турками-османами. Аж до XlX століття тривала боротьба між нізаритама та алавітами за контроль над містом.
1920 року входить до складу держави Алавітів під французьким мандатом.
5 грудня 1936 року, разом з усією державою Алавітів, Масьяф входить до складу Сирії.
З 2000 року програма підтримки історичних міст Ага-хан (HCSP) проводить кампанію по збереженню міста та фортеці Масьяф.

## Фортеця
Фортеця зберегла більшу частину своїх стін. Вона займає скелі шириною в 10 метрів. В архітектурі замку присутні елементи греко-римської та візантійської архітектур. Найкраще збереглися ворота, увінчані зубцями та парапет з бійницями.

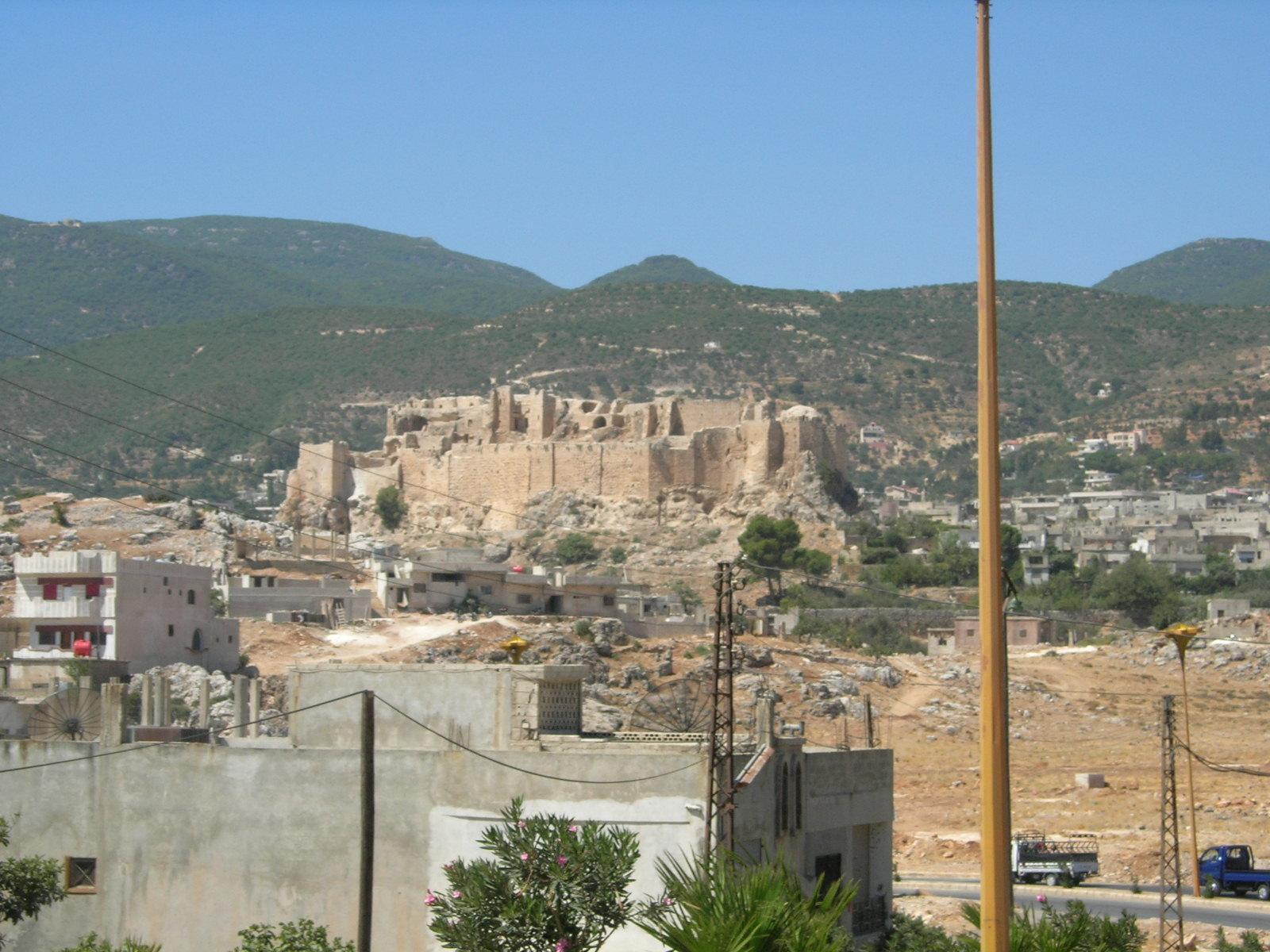
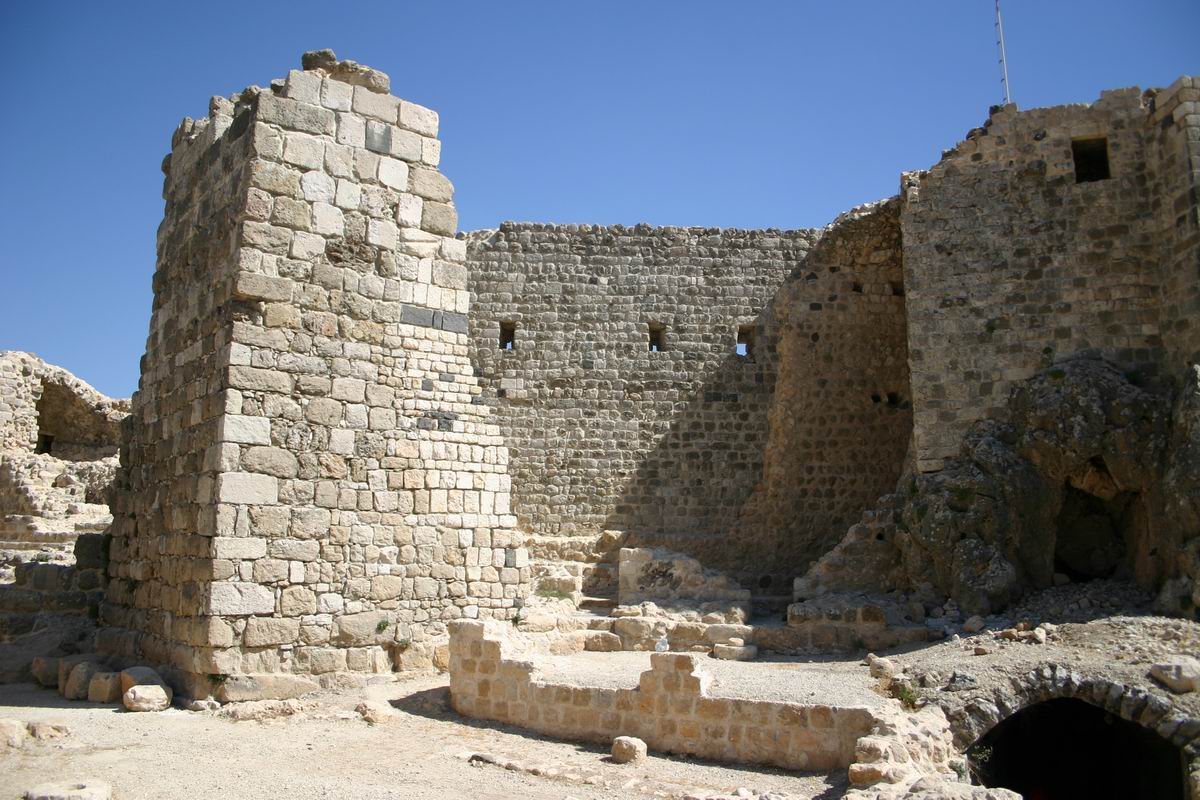
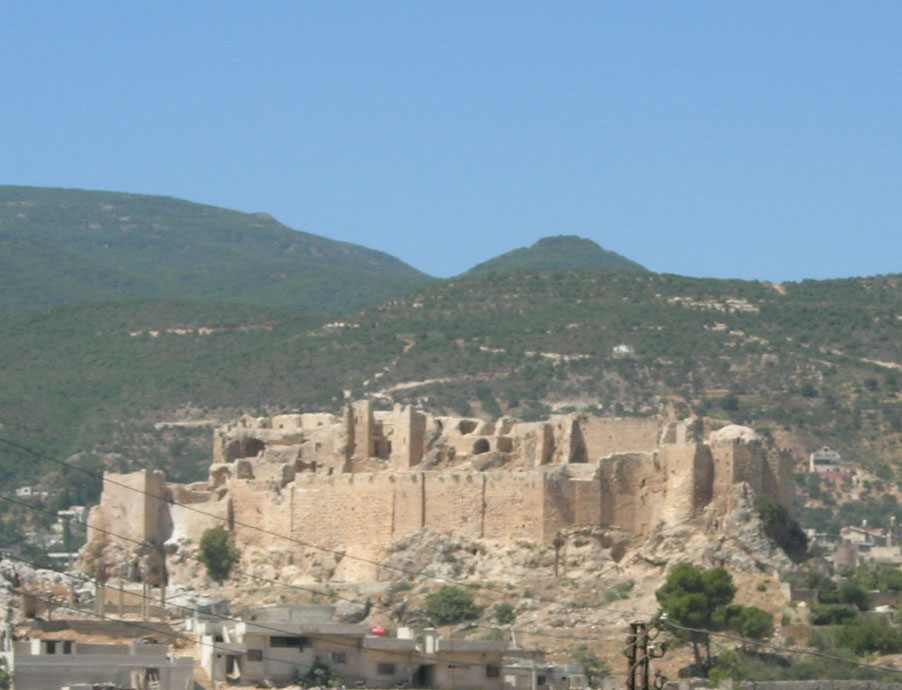
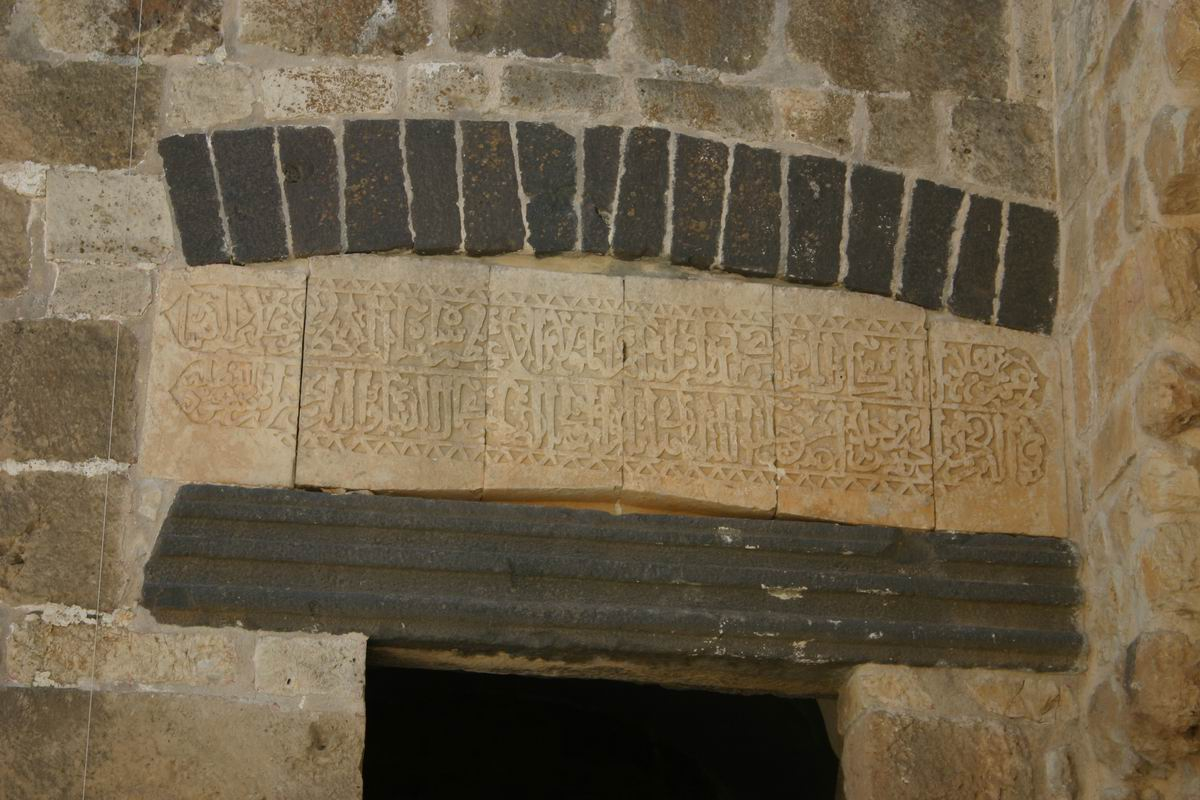
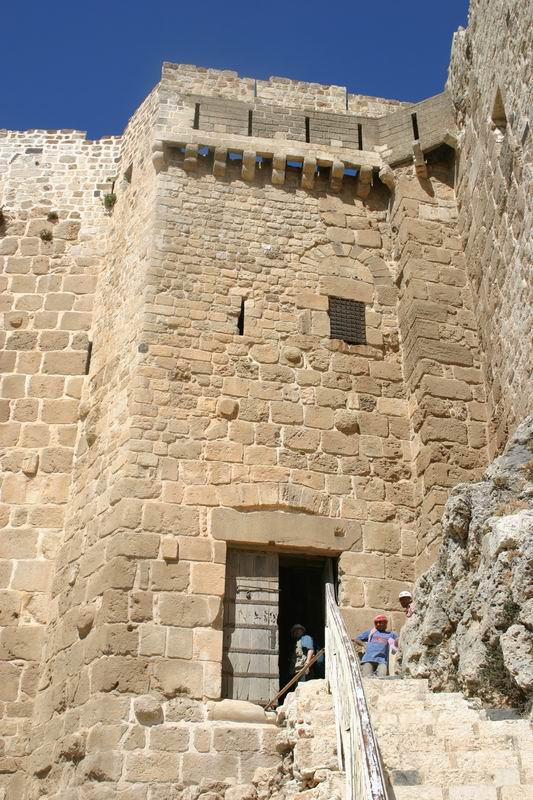
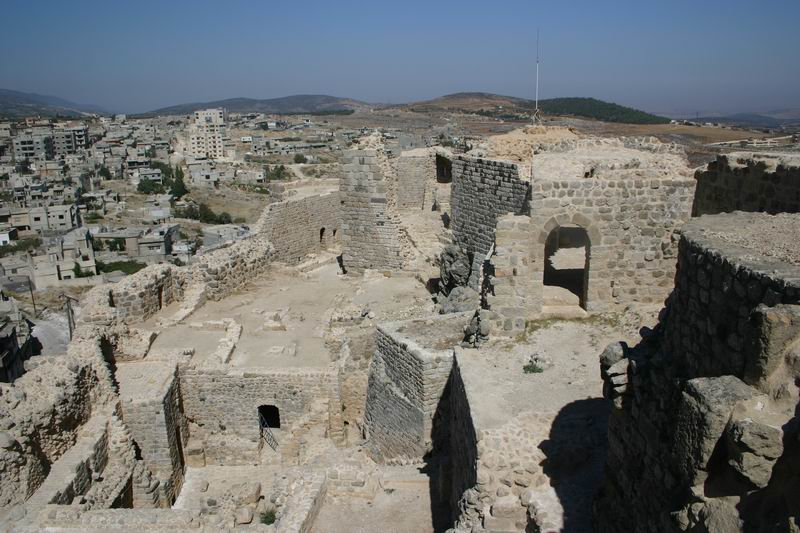
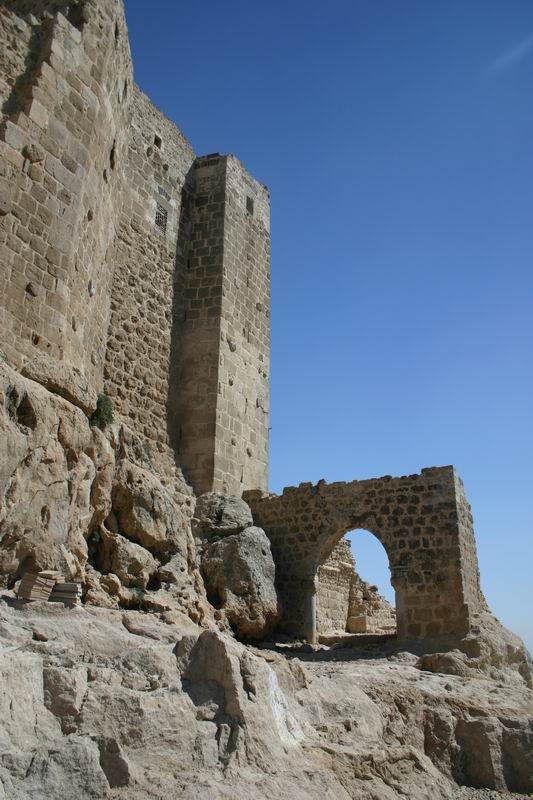

## Масьяф в культурі
- Масьяф з'являється у відеоіграх Assassin's Creed та Assassin's Creed: Revelations, як фортеця асасинів.